# Vacas Galindo
Vacas Galindo ist eine Ortschaft und eine Parroquia rural („ländliches Kirchspiel“) im Kanton Cotacachi der ecuadorianischen Provinz Imbabura. Die Parroquia besitzt eine Fläche von 42,61 km². Die Einwohnerzahl betrug beim Zensus im Jahr 2010 698. Die Bevölkerungsentwicklung war in den letzten Jahren abnehmend.

## Lage
Die Parroquia Vacas Galindo liegt in den westlichen Anden im Norden von Ecuador. Das Gebiet liegt in Höhen zwischen 1120 m und 2600 m. Der Río Intag fließt entlang der nördlichen und nordwestlichen Verwaltungsgrenze nach Westen. Dessen linker Zufluss Río Azabí begrenzt die Parroquia im Osten. Im Westen reicht das Verwaltungsgebiet bis zur Einmündung des Río Quinde in den Río Intag. Im Süden verläuft die Verwaltungsgrenze entlang einem bis zu 2600 m hohen Höhenkamm. Der etwa 1530 m hoch gelegene Hauptort befindet sich 33,5 km westlich vom Kantonshauptort Cotacachi.
Die Parroquia Vacas Galindo grenzt im Süden an die Parroquia Selva Alegre (Kanton Otavalo), im Südwesten an die Parroquia García Moreno, im Nordwesten an die Parroquia Peñaherrera, im Nordosten an die Parroquia Apuela sowie im Osten an die Parroquia Plaza Gutiérrez.

## Orte und Siedlungen
In der Parroquia gibt es neben dem Hauptort (cabecera parroquial) folgende Comunidades und Sectores: Azabí de Talacos, Balsampamba, Baratillo, El Churo, La Cresta, La Esperanza, Pan de Azúcar und Tolo Intag. 

## Geschichte
Die Parroquia Vacas Galindo wurde im Jahr 1762 (fecha de creación) gegründet.